# Rouchovany
Rouchovany (en allemand : Ruchwan) est une commune du district de Třebíč, dans la région de Vysočina, en Tchéquie. Sa population s'élevait à 1 163 habitants en 2020.

## Géographie
Rouchovany se trouve à 5,4 km au sud-est de Hrotovice, à 23 km au sud-est de Třebíč, à 52 km au sud-est de Jihlava et à 166 km au sud-est de Prague.

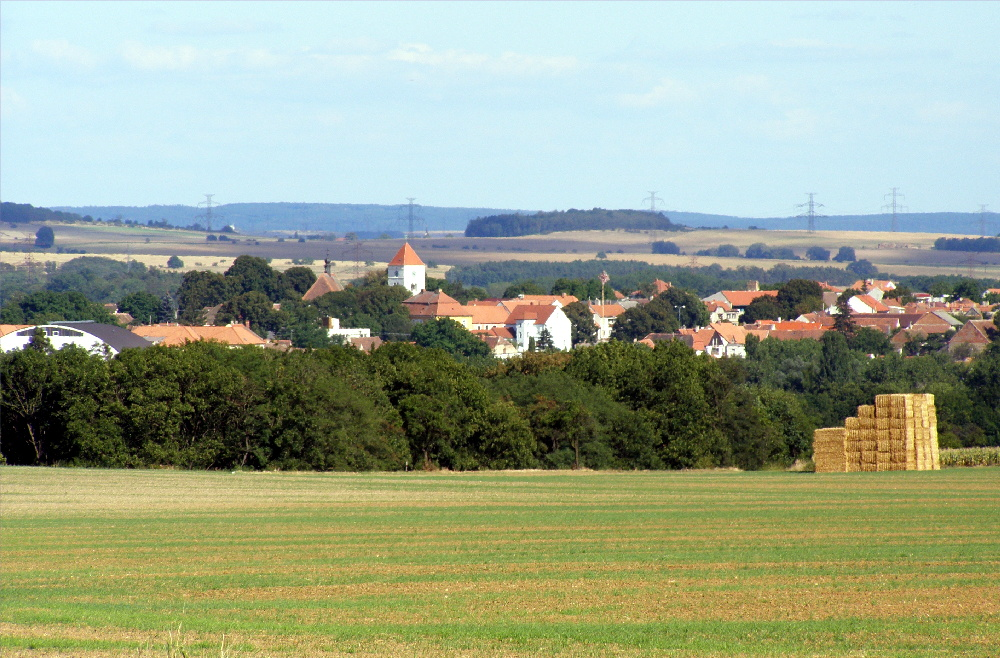
Rouchovany : vue générale.

La commune est limitée par Slavětice au nord, par Dukovany et Rešice à l'est, par Horní Kounice et Tavíkovice au sud, et par Přešovice, Litovany et Hrotovice à l'ouest.

## Histoire
La première mention écrite de la localité date de 1243.

## Administration
La commune se compose de deux quartiers :
- Rouchovany
- Šemíkovice

## Transports
Par la route, Rouchovany se trouve à 6 km de Hrotovice, à 25,5 km de Třebíč, à 62 km de Jihlava et à 198 km de Prague.